# Bruno Markwardt
Bruno Markwardt (* 19. April 1899 in Göhren, Rügen; † 17. März 1972 in Stralsund) war ein deutscher Germanist.

## Leben
Nach dem Schulbesuch studierte Markwardt Germanistik an der Ernst-Moritz-Arndt-Universität Greifswald und schloss dort dieses Studium 1922 mit der Promotion zum Dr. phil. mit einer Dissertation zum Thema Johann Gottfried Herders "Kritische Wälder" : Ein Beitrag zur Kunst- und Weltanschauung des jungen Herder ab. Nach erfolgter Habilitation nahm er den Ruf auf eine Professur für Germanistik an der Ernst-Moritz-Arndt-Universität Greifswald an und lehrte dort am Institut für Deutsche Philologie von 1952 bis zu seiner Emeritierung 1966.
Neben seiner Lehrtätigkeit gab er nicht nur Veröffentlichungen über Johann Gottfried Herder, Gotthold Ephraim Lessing und Heinrich von Kleist heraus, sondern insbesondere eine fünfbändige Geschichte der deutschen Poetik, die er 1937 mit einem ersten Band begann und deren fünfter Band 1967 erschien.
Anlässlich seines sechzigsten Geburtstages erschien 1961 eine von Gustav Erdmann (1930–1994) und Alfons Eichstaedt herausgegebene Festschrift mit unter anderem Beiträgen über Johannes Schlaf und dessen Drama Meister Oelze.

## Veröffentlichungen
- Johann Gottfried Herders "Kritische Wälder" : Ein Beitrag zur Kunst- und Weltanschauung des jungen Herder, Dissertation Universität Greifswald, 1922
- Herders kritische Wälder, 1925
- Heinrich von Kleist: Werke in 3 Bänden / Bd. 1. Kleists Leben u. Schaffen, 1927
- Heinrich von Kleist. Werke in 3 Bänden / Bd. 2. Dramen, 1927
- Heinrich von Kleist. Werke in 3 Bänden / Bd. 3. Erzählungen, 1927
- Gotthold Ephraim Lessing: Prosaschriften in Auswahl, 1932
- Geschichte der deutschen Poetik / Bd. 1. Barock und Frühaufklärung, 1937
- Heinrich von Kleist: Amphitryon. Ein Lustspiel nach Molière, 1938
- Dei Brandung schwiggt. Plattdütsche Gedichte, 1944
- Geschichte der deutschen Poetik / Bd. 2. Aufklärung, Rokoko, Sturm und Drang, 1956
- Geschichte der deutschen Poetik / Bd. 3. Klassik und Romantik, 1958
- Geschichte der deutschen Poetik / Bd. 4. Das neunzehnte Jahrhundert, 1959
- Heinrich von Kleist: Michael Kohlhaas, 1959
- Geschichte der deutschen Poetik / Bd. 5. Das zwanzigste Jahrhundert, 1967